# Grzyb (Olsztyn)

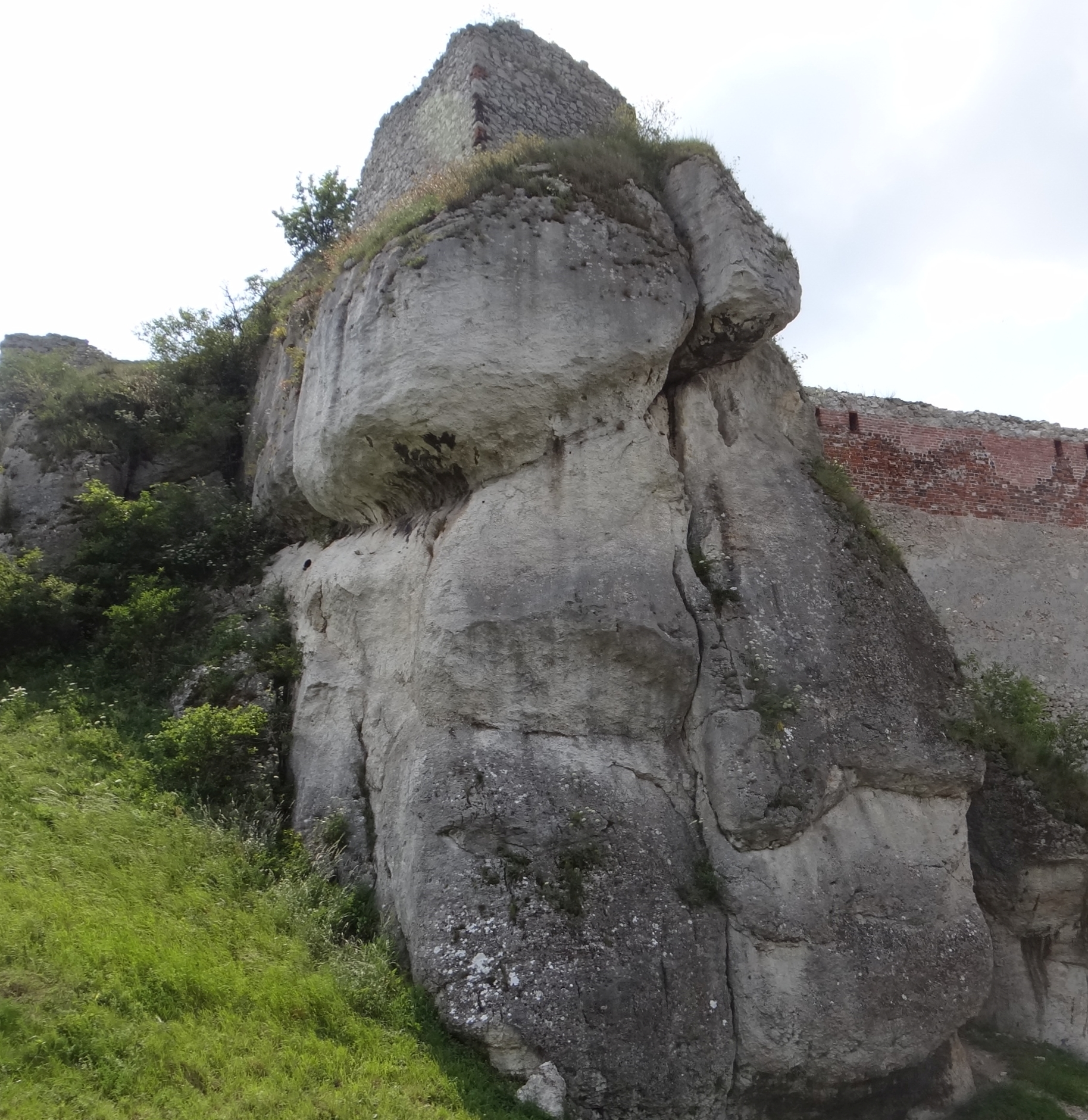

Grzyb – skała w ruinach Zamku w Olsztynie w miejscowości Olsztyn w województwie śląskim, w powiecie częstochowskim, w gminie Olsztyn. Pod względem geograficznym jest to teren Wyżyny Częstochowskiej.
Wapienna skała znajduje się na terenie otwartym, na stromym, trawiastym zboczu w północno-zachodnim narożniku murów zamkowych. Wspólnota gruntowa będąca właścicielem zamku zezwoliła uprawiać na niej wspinaczkę skalną. Skała ma wysokość 12-16 metrów i pionowe lub przewieszone ściany. Wspinacze skalni zaliczają ją do sektora Skał przy Zamku. Poprowadzili na niej 11 dróg wspinaczkowych o trudności V – VI.3 w skali Kurtyki. Wspinaczka tradycyjna. Z powodu prac budowlanych przy zamku wspinaczka została zabroniona.

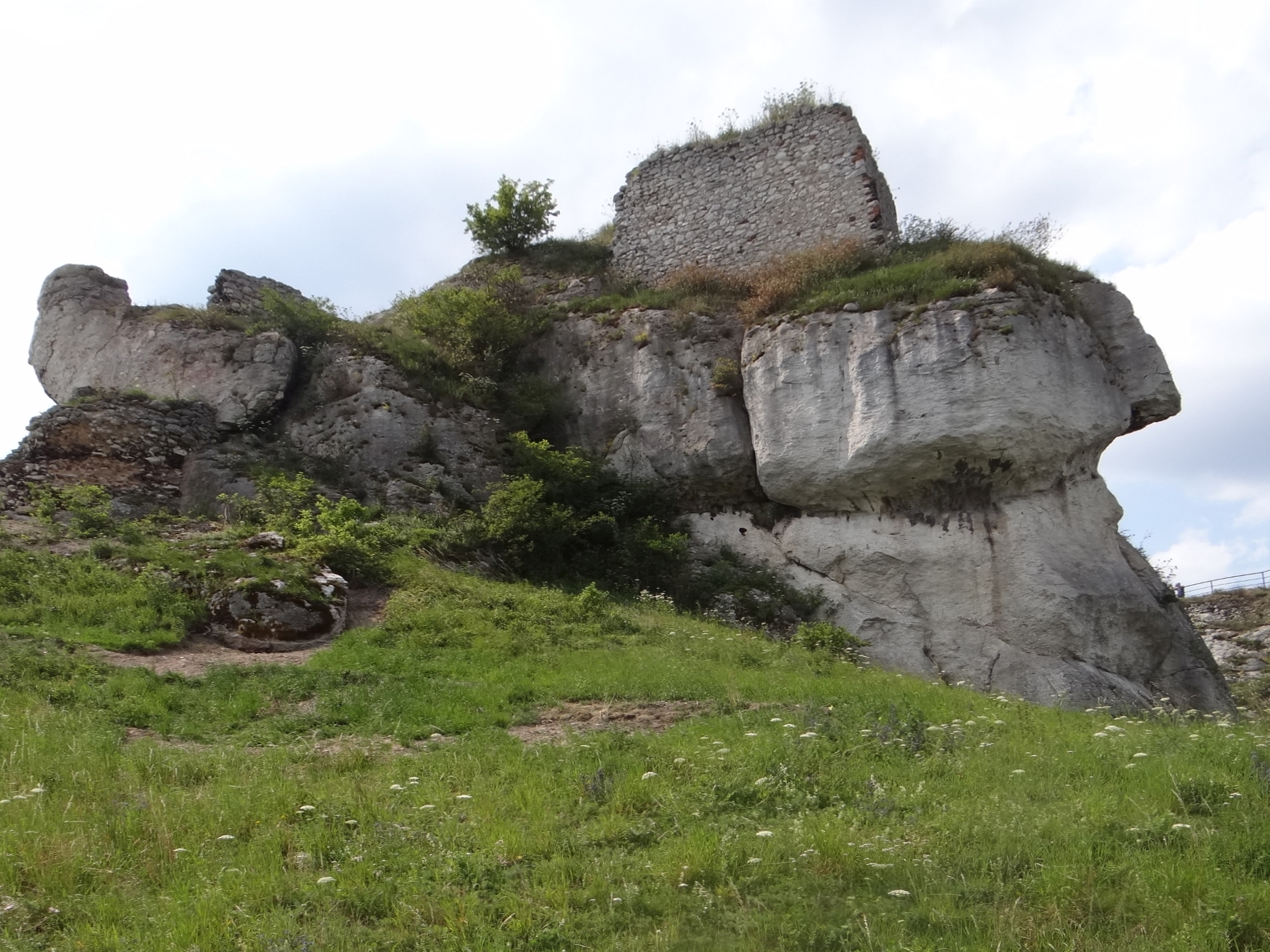

## Drogi wspinaczkowe
Grzyb I
1. Plecy Gierka; VI.1+, 13 m
2. Dupa Babiucha; VI.2, 14 m
3. Walka młodych; VI.1, 16 m
4. Klasyczna; V, 17 m
5. Płyta Serwy; VI.2, 16 m
6. Rzeź niewiniątek; VI.1, 16 m

Grzyb II
1. Bez nazwy; VI.3, 12 m
2. Bez nazwy; V+, 12 m
3. Lot nad kukułczym gniazdem; VI.1, 12 m
4. Contrepitafium; VI.3, 12 m
5. Epitafium; VI.2+, 12 m[3].